# Mount Vernon (Kentucky)
Mount Vernon é uma cidade localizada no estado americano de Kentucky, no Condado de Rockcastle.

## Demografia
Segundo o censo americano de 2000, a sua população era de 2592 habitantes.
Em 2006, foi estimada uma população de 2620, um aumento de 28 (1.1%).

## Geografia
De acordo com o United States Census Bureau tem uma área de
9,6 km², dos quais 8,2 km² cobertos por terra e 1,4 km² cobertos por água. Mount Vernon localiza-se a aproximadamente 346 m acima do nível do mar.

## Localidades na vizinhança
O diagrama seguinte representa as localidades num raio de 28 km ao redor de Mount Vernon.